# فداء السيد
فداء الدين السيد عيسى ولد في 15 يناير من عام 1985، هو ناشط سوري سياسي يعيش في إسكيلستونا بالسويد. اشتهر فداء بفضل شغله لمنصب رئيس ائتلاف شباب 15 آذار كما يُعد المتحدث السابق باسم صفحة شبكة الثورة السورية على موقع فيسبوك. فداء جنبا إلى جنب مع والده وأشقائه هم أحد مؤسسي مكتب إعلان دمشق في السويد وذلك في عام 2008. تعرّض فداء لهجوم إعلامي شرس من القنوات الرسمية التابعة للحكومة وعلى رأسه القناة الفضائية السورية التي اتهمته بالكفر عشرات المرات كما زعمت في الكثير من الأحيان أن النظام السوري قد سحب الجنسية من فداء ومن عائلته كذلك. وفقًا للإعلام الرسمي كذلك فإن فداء هو مدير مكتب الإخوان المسلمون في دولة السويد، لكنّ فداء نفى مرارا وتكرارا كل هذه الشائعات حتى أنه أشار إلى كلمة الإخوان في حديث مع قناة سودية في شباط/فبراير وأكد على انعدام العلاقة معهم. واصلت الصحافة السورية هجماتها ضد فداء لدرجة قاموا بتوزيع صور على أرض الواقع والنت للسيد باعتباره أحد كبار أعضاء جماعة الإخوان المسلمين في مصر.
فداء السيد هو مواطن سويدي ويعمل كإمام في مسجد أسكيلستونا. عمل على دراسة الشريعة جنبا إلى جنب مع دراسة الدكتوراه في مجال الابتكار والتصميم ويُعد أنشط السوريين في المنظمات غير الحكومية في السويد.

## الخلفية
وُلد فداء في سوريا، هو الولد الأكبر سنًا ولديه شقيقين وأخت. كانَ والده واحدًا من أولئك الذين سُجنوا من قبل قوات الأمن التابعة لبشار في سوريا. ذكر فداء خلال مقابلة صحفية لها أن حوالي 16 طفلا في سن 12-13 سنة قد كتبوا على جُدران مرايض المدرسة ارحل يا بشار قبل أن يتم الزج بهم في السجن على يد شرطة الأمن. أكد فداء كذلك على تعرض الأطفال للضرب والاعتداء بل تم اغتصاب بعضهم. انتقلت العائلة إلى السويد في عام 2001، هناك درس فداء في المدرسة الثانوية في في ستوكهولم، جنبا إلى جنب مع أخته لينا. واشتهر ابتداء من عام 2010 بسبب نشاطه ضد الإرهاب في السويد وضد الدكتاتورية في سوريا.

## الثورة السورية
عمل فداء جنبا إلى جنب مع اثنين من شقيقها الأصغر سنا على تأسيس شبكة الثورة السورية على موقع فيسبوك، وباتت الصفحة في وقت لاحق الأكثر تأثيرا على مستوى الشبكات الاجتماعية حيث لعبت دورًا كبيرًا في حشد المتظاهرين خلال الانتفاضة السورية.
في مقابلة له على قناة تي في 4؛ أوضح كيف سخر منها السوريون وغيرهم وضحكوا عليها عندما فتحت شبكة الثورة السورية بل ذهب بعضهم إلى القول أنه لن تكون هناك أي ثورة في العالم العربي وفي سوريا بالخصوص، لكن وفي المقابل فقد عمها مواطنون آخرون وقدموا لها يد العون فيما كانت تهدف إليه.
قامت قناة بي بي سي عربي بنشر تقرير خاص عن فداء وكيف عمل على تشغيل الصفحة على فيسبوك من شقته الخاصة في أسكيلستونا. أوضح فداء أن 75% من المسؤولين عن الصفحة يقطنون في سوريا كما أكد على صعوبة المهمة وشرح قضية تقصي الحقائق من أجل عدم تغيير الرأي العام. في مقابلة له مع التلفزيون السويدي؛ دعا فداء إلى طرد السفير السوري وأكد في الوقت ذاته على مقتل عددٍ من أصدقائها وصديقاته بسبب تصويرهم لفيديو يُوثق انتهاكات قوات الأسد في حق الشعب السوري. بخصوص مسألة التدخل العسكري في سوريا؛ قال فداء: «شعب سوريا لا يُريد العمل العسكري. الشعب السوري يرغب في فرض عقوبات سياسية واقتصادية قاسية على حكومة الأسد كما يرغب في تعامل أكثر صرامة من الأمم المتحدة والاتحاد الأوروبي وباقي المنظمات الكبيرة. الشعب السوري يرغب في قيام دول الاتحاد الأوروبي بطرد السفراء السوريين واستدعاء سفرائها من دمشق.» جدير بالذكر أن فداء نفسه أكد على تلقيه عشرات الرسائل التهديدية باللغتين العربية والسويدية. وردا على سؤال «متى تنوي مواصلة الكفاح؟» أجاب فداء بثبات: «حتى أموت!»